# Stéphane Pompougnac
Stéphane Pompougnac (Párizs, 1968 –) francia house DJ, zenész, zeneszerző és producer. Hírnevét a downtempo stílusú Hôtel Costes lemezekkel szerezte.

## Életrajza
Pompougnac 1968-ban, Párizsban született. Szülei pszichoterapeuták és fogászati sebészek voltak. Fiatal éveit Bordeaux-ban töltötte.
Először a Hôtel Costesnél pincérként dolgozott. Később kezdett számokat mixelni a 'Queen'ben, a 'Privilège'-ben, a 'Diable des Lombards'-ban, és a 'Les Bains Douches'-ban. A Les Bains-nél találkozott Claude Challe-al, aki segített neki kialakítani a zenei stílusát. Később találkozott Jean-Louis Costesszel, a Hôtel Costes társtulajdonosával. Costes 1997-ben hívta meg magához dolgozni dj-ként. 1999-ben adta ki az első lemezét Hôtel Costes néven.
A '80-as évek közepén már olyan szórakozóhelyeken lépett fel, mint az Ubu, a Kolónia, a Dream in Bordeaux-ban. Miután befejezte tanulmányait, hat hónapot töltött Londonban mielőtt visszatért volna Párizsba 1992-ben. Egy évvel később fő dj-vé léptették elő a Bains et Douche nevű klubban. Albert De Paname mutatta be először Jean-Louis Costesnek, annak ellenére, hogy pincérként dolgozott neki pár évvel korábban a Cafe Costesben, Les Halles-ban. Ekkor ajánlotta fel neki, hogy legyen a vezető dj a Hôtel Costesben. Pompougnac elfogadta.
Pompougnac második lemeze, a Costes, La Suite sokkal nagyobb sikernek örvendett, és a Sympatique című számot a lemezről felhasználták egy autóreklámhoz Franciaországban. Szülőhazájában az első két lemezét a Barclay Universal adta ki, de a fokozott sikernek köszönhetően a harmadik lemezét, az Etage 3-at az MSI cég dobta piacra 2000 októberében. Az első három lemeze összesen majdnem fél millió példányban kelt el. Gucci és Yves Saint-Laurent divatbemutatóin is szokott zenét mixelni.

## Diszkográfia

### Szóló albumok
- Living on the Edge (2003)
- Perrier (2005)
- Hello Mademoiselle (2007)

### Közreműködései

#### Hôtel Costes
A Hôtel Costes sorozat tizenegy lemezből áll és egy válogatásalbumból:
- Hôtel Costes, Vol. 1: Café Costes (1999)
- Hôtel Costes, Vol. 2: La suite (1999)
- Hôtel Costes, Vol. 3: Étage 3 (2000)
- Hôtel Costes, Vol. 4: Quatre (2001)
- Hôtel Costes, Vol. 5: Cinque (2002)
- Hôtel Costes, Vol. 6 (2003)
- Hôtel Costes, Vol. 7: Sept (2004)
- Hôtel Costes, Best Of Costes (2005)
- Hôtel Costes, Vol. 8 (2005)
- Hôtel Costes, Vol. 9 (2006)
- Hôtel Costes, Vol. 10 (2007)
- Hôtel Costes, Vol. 11 (2008)
- Hôtel Costes, Vol. 12 (2009)

#### Egyéb munkái
- Saks Fifth Avenue (keverte a Saks Fifth Avenuenak) (2002)
- The Concorde Lounge - Supersonic Jet Set Love (keverte a japán Casa Brutus magazinnak) (2003)
- Sparkling Moments: Tokyo/Paris (keverte a Perriernek) (2005)
- JEWEL (keverte az Hamaszaki Ajumi remix albumába, a „ayu-mi-x 6 -SILVER-”-be) (2008)

## Fordítás
- Ez a szócikk részben vagy egészben  a   Stéphane Pompougnac című angol Wikipédia-szócikk fordításán alapul.  Az eredeti cikk szerkesztőit annak laptörténete sorolja fel. Ez a jelzés csupán a megfogalmazás eredetét és a szerzői jogokat jelzi, nem szolgál a cikkben szereplő információk forrásmegjelöléseként.